# Стшода, Патрик
Патрик Стшода (род. 5 января 1952, Тан) — французский государственный служащий, бывший префект и глава администрации нынешнего президента Франции Эммануэля Макрона в Елисейском дворце. Будучи президентом Франции, Макрон также по должности является одним из двух соправителей Андорры. Стшода является его представителем в этой должности.

## Ранняя жизнь
Патрик Стшода родился 5 января 1952 года в городе Тан, Верхний Рейн, Франция. Он окончил Университет Франш-Конте, где получил степень по английскому языку, и Страсбургский университет, где получил степень юриста. Он окончил Национальную школу администрации в 1983 году.